# Poplarville
La ville de Poplarville est le siège du comté de Pearl River, situé dans l'État du Mississippi, aux États-Unis. Lors du recensement de 2000, sa population s’élevait à 2 601 habitants.